# Сурано
Сура̀но (на италиански: Surano) е село и община в Южна Италия, провинция Лече, регион Пулия. Разположено е на 102 m надморска височина. Населението на общината е 1681 души (към 2013 г.).